# 1880年ウィンブルドン選手権
1880年7月5日から15日にかけて行われた、第4回 ウィンブルドン選手権（だい4かいウィンブルドンせんしゅけん）に関する記事。イギリス・ロンドン郊外にある「オールイングランド・ローンテニス・アンド・クローケー・クラブ」にて開催。

## 大会の流れ
- 1878年の第2回大会から「チャレンジ・ラウンド」（Challenge Round, 挑戦者決定戦）と「オールカマーズ・ファイナル」（All-Comers Final）で優勝を決定する方式になった。大会前年度優勝者を除く選手は「チャレンジ・ラウンド」に出場し、前年度優勝者への挑戦権を争う。前年度優勝者は、無条件で「オールカマーズ・ファイナル」に出場できる。チャレンジ・ラウンドの勝者と前年度優勝者による「オールカマーズ・ファイナル」で、当年度の選手権優勝者を決定した。
- 男子シングルスのチャレンジ・ラウンドには、60名がエントリーした。文献に掲載されている記録は、準々決勝以後になる。
- 1879年から男子ダブルス競技が始まったが、1883年まではオックスフォードで実施された。男子ダブルスがオールイングランド・クラブで実施され、正式な優勝記録表に掲載されるのは1884年以後になる。

## 大会前年度優勝者
1879年優勝者、ジョン・ハートリー

## チャレンジラウンド

### 準々決勝
- オトウェー・ウッドハウス vs. アーネスト・レンショー　6-3, 6-3, 3-6, 6-0
- ジョージ・モンゴメリー vs. H・C・ジェンキンス　6-3, 5-6, 6-2, 2-6, 6-3
- ハーバート・ローフォード vs. W・H・エステール　6-0, 6-3, 6-1
- G・M・バッターワース vs. R・R・ファラー　1-6, 6-1, 6-4, 6-3

### 準決勝
- オトウェー・ウッドハウス vs. ジョージ・モンゴメリー　6-4, 2-6, 6-3, 5-6, 6-1
- ハーバート・ローフォード vs. G・M・バッターワース　6-2, 6-3, 6-3

### 決勝
- ハーバート・ローフォード vs. オトウェー・ウッドハウス　6-5, 6-4, 6-0

## オールカマーズ決勝
- ジョン・ハートリー vs. ハーバート・ローフォード　6-3, 6-2, 2-6, 6-3　（ハートリーが本大会の優勝者になる）

## 男子ダブルス決勝
- ウィリアム・レンショー＆アーネスト・レンショー vs. オトウェー・ウッドハウス＆C・J・コール　6-1, 6-4, 6-0, 6-8, 6-3

オックスフォード開催の第2回男子ダブルスは、決勝戦が最大7セット・マッチで行われ、セットカウント 4-1 でレンショー兄弟組が優勝した。